# Sorokinella
Sorokinella — рід грибів родини Dermateaceae. Назва вперше опублікована 2000 року.